# Сухра

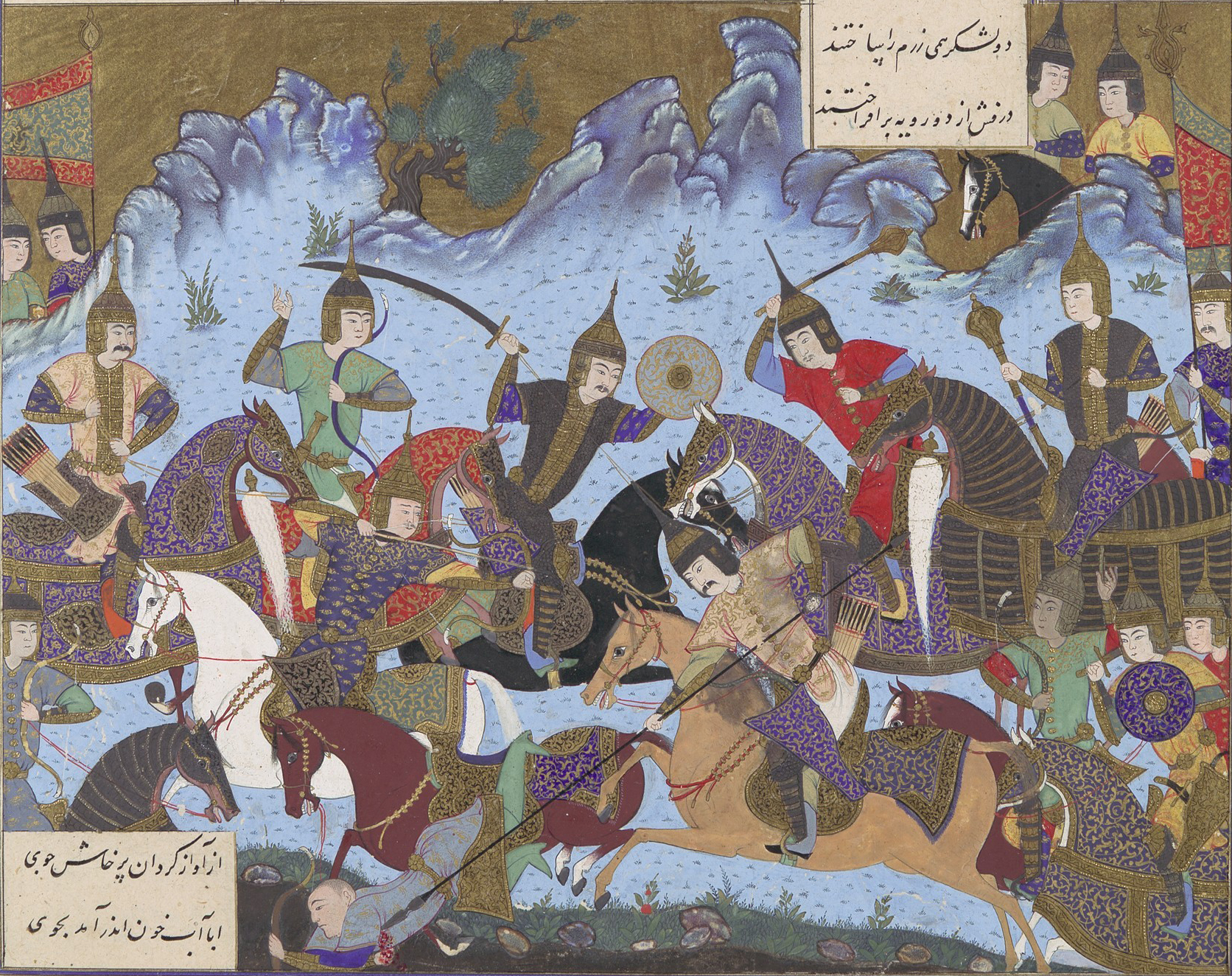
Сухра (на чёрном коне) сражается с эфталитами (Шахнаме).

Сухра (также известен как Суфарай, Сурфай, Суркхаб, Сарафра’й) — сасанидский аристократ из дома Карен, бывший фактическим правителем государства Сасанидов с 484 по 493 гг.
Впервые он появляется в 484 году, когда Пероз назначает его вузург фрамадаром. Пероз I потерпел поражение и был убит в том же году во время кампании против эфталитов, которые захватили большую часть восточной территории государства. Затем Сухра отомстил за убитого монарха, вторгшись на территорию кочевников и нанеся им крупное поражение.
Когда он вернулся из похода, он получил одобрение знати, и Балаш был избран царем. Однако всё это время именно Сухра контролировала страну. В 488 г. Сухра низложил Балаша и назначил новым шахом сына Пероза I Кавада I, по прежнему оставаясь серым кардиналом. В 493 г. Кавад I сослал Сухру в Шираз, чтобы ослабить его власть. Опасаясь восстания, Кавад I попросил помощи у представителя дома Мехранов Шапура из Рея, который победил сторонников Сухры, схватил его и отправил в Ктесифон, где он был казнен.

## Биография

### При Перозе и Балаше
Сухра родился в Ширазе в Парсе. Он был сыном полководца Зармира Хазарвукста, действовавшего в персидской Армении. В 484 году шахиншах Пероз I, прежде чем вторгнуться на территорию кочевников эфталитов, назначил своего брата Балаша наместником, а Сухру — министром. Однако Пероз I потерпел крупное поражение от эфталитов и был убит в битве при Герате. По словам ат-Табари, Сухра был губернатором Сакастана до своего назначения министром.
Затем Сухра решил отомстить за павшего правителя и взял с собой большую часть сасанидской армии; достигнув Горгана, царь эфталитов (ахшунвар) Хингила I узнал о плане атаковать его и быстро подготовил своих людей к войне. Затем он отправил послание Сухре, «спрашивая его о его намерениях и выясняя, каково его имя и его официальная должность». Сухра вскоре ответил правителю, сообщив имя и должность. После этого Хингила отправил ещё одно сообщение, предупреждая его о совершении той же ошибке, что и Перозом.
Персидское войско нанесло кочевникам тяжёлое поражение, после чего Хингила запросил мира. Сухра согласился при условии возврата захваченного в лагере Пероза I, включая его казну, главного жреца и царскую дочь Пероздухт. После победы он вернулся в столицу Ктесифон, где дворяне «приняли его с великими почестями, восхваляли его подвиги и возвысили его до такого высокого статуса, которого после него не могли достичь только цари». После этого Балаш был коронован, но он оказался непопулярным среди знати и духовенства, которые низложили его в 488 г. Сухра, сыгравший ключевую роль в свержении, назначил молодого сына Пероза I Кавада I новым шахом Ирана. Согласно персидскому историку Ибн Мискавейху, Сухра приходился Каваду дядей по материнской линии.

### При Каваде I
Даже после прихода к власти нового сасанидского царя Сухра по-прежнему обладал властью. Молодой и неопытный Кавад обучался у Сухры в течение первых пяти лет его пребывания на посту шаха. В этот период Кавад был лишь подставным лицом, а Сухра был фактическим правителем. Это подчеркивает ат-Табари, который заявляет, что Сухра "отвечал за управление королевством и управление делами … люди шли к Сухре и вели с ним все свои дела, обращаясь с Кавадом как с личностью, не имеющей значения и относились к его командам с презрением. Многочисленные регионы и представители элиты отдавали дань Сухре, а не Каваду. Сухра контролировала царскую казну и армию. В 493 г. Кавад, достигнув совершеннолетия, хотел положить конец господству Сухры и сослал его в свой родной Шираз на юго-западе Персии. Однако даже в изгнании Сухра контролировал все, кроме королевской короны. Он хвастался, что посадил Кавада на трон.
Встревоженный мыслью о том, что Сухра может взбунтоваться, Кавад решил избавиться от него. Однако для этого ему не хватало людей, поскольку армия контролировалась Сухрой, а Сасаниды полагались в основном на вооруженные силы семи великих домов Ирана. Он нашёл своё решение в лице могущественного дворянина из дома Мигран и решительного противника Сухры Шапура из Рея. Шапур во главе армии из сторонников и недовольной знати двинулся в Шираз, разгромил войско Сухры и заключил его в тюрьму в Ктесифоне. Даже там Сухра считался слишком могущественным и был казнен, что вызвало недовольство некоторых видных представителей знати, что ослабило власть Кавада.

## Наследие
После смерти Сухры его семья по-прежнему обладала большой властью в Сасанидской империи. Его сын Зармихр Карен, помог Каваду в 488 г. вернуть трон у своего младшего брата Замаспа. В том же году другой сын Сухры Бозоргмехр был назначен великим визирем, служа при Каваде и его сыне Хосрове I и Хормизде IV. Зармихр вместе с другим сыном Сухры, Карином, помогали Хосрову I в его войне против тюрок, в награду за помощь Карен была награждена землей в Забулистане, а Карин — в Табаристане, таким образом положив начало правившей до XI в.династии Каренвандов.
Сын Сухры Симах-и Бурзин служил спахбедом куста Хварасана во время правления Хосрова I. Потомок Сухры, Бурзин-шах, был губернатором Нишапура во время правления Йездегерда III.